# F.C. København Håndbold
FCK Håndbold (voluit F.C. København Håndbold) is een Deense handbalclub uit Kopenhagen waarvan zowel het eerste dames- als het eerste herenteam uitkomt de hoogste divisie, respectievelijk de GuldBageren Ligaen en de CBB Mobil Ligaen. De dames worden gecoacht door Anja Andersen en de heren door Magnus Andersson. De eigenaar van de club is het beursgenoteerde PARKEN Sport & Entertainment A/S, dat ook de voetbalclub FC København in bezit heeft.
De beste prestatie in de GuldBageren Ligaen was een derde plaats in het seizoen 07/08. In 2007 wist het damesteam bovendien de finale van de Deense cup te bereiken, maar verloor de finale van Viborg HK. Dames 1 speelde drie seizoenen Europees: in 03/04 haalde het team de halve finale van de EHF Cup Winners’ Cup, in 04/05 de vierde ronde van de Cup Winners’ Cup en in 06/07 de derde ronde van de minst prestigieuze EHF Cup.
In 2008 maakte trainer en voormalig international Anja Andersen de overstap van Slagelse FH en nam daarbij zeven speelsters en een aantal sponsors mee.
Het herenteam won in seizoen 07/08 voor het eerst in de clubgeschiedenis de CBB Mobil Ligaen. In het toernooi om de Deense cup bereikte het team driemaal de halve finale (2002, 2003, 2005). De beste prestatie op het Europese podium boekte het herenteam in seizoen 07/08, toen het de finale van de EHF Cup van het Duitse HSG Nordhorn, ondanks winst in de terugwedstrijd, verloor (60-57).